# Kopalnia (województwo śląskie)
Kopalnia – wieś w Polsce położona w województwie śląskim, w powiecie częstochowskim, w gminie Konopiska.
| SIMC    | Nazwa   | Rodzaj    |
| ------- | ------- | --------- |
| 0135303 | Ignaców | część wsi |

W latach 1975–1998 miejscowość administracyjnie należała do województwa częstochowskiego.
Na obrzeżach wsi znajdują się nieczynne kopalnie rudy żelaza.

## Instytucje i organizacje
- Zespół Szkolno-Przedszkolny
- Koło Gospodyń Wiejskich "Barbórki"